# Bruno Krell
Bruno Krell (* 27. Januar 1903 in Pirna; † 20. März 1976 in Essen-Frohnhausen) war ein deutscher Bildhauer.

## Leben und Wirken

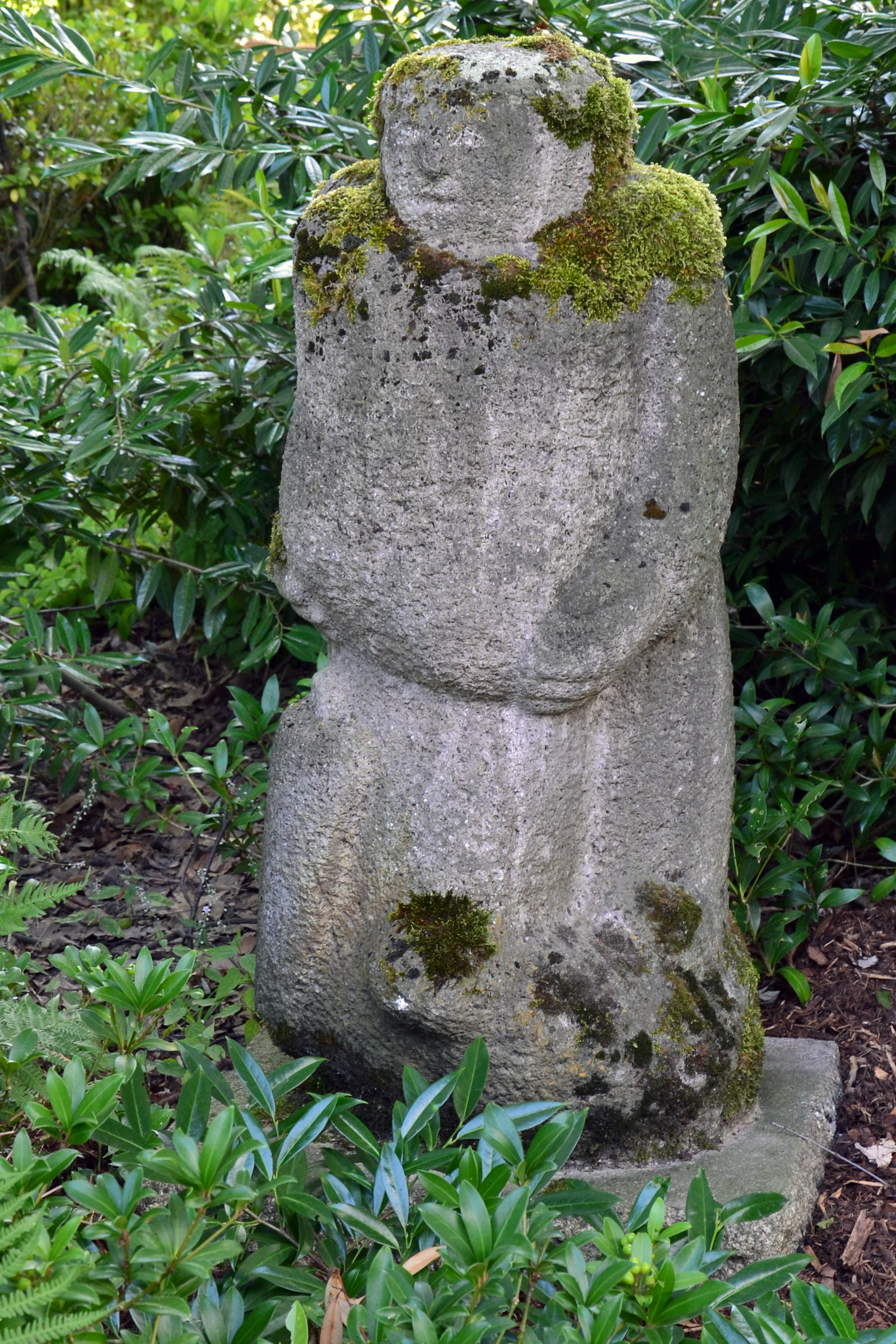
Kohlenträger von 1958 mit witterungsbedingten Beschädigungen im Grugapark

Bruno Krell war der Sohn eines Fabrikdirektors, der mit seinen Eltern 1915 nach Essen kam. Dort besuchte er nach der Volksschule  das Gymnasium bis zur Untertertia. Er schloss eine Ausbildung zum Bildhauer an.
Zwischen 1920 und 1921 besuchte Krell die Kunstgewerbeschule, aus der 1927 die Folkwang Universität der Künste hervorging. Dort waren seine Professoren Joseph Enseling und Josef Urbach. Es folgte ein Zeit der Tätigkeit als Bildhauer. Von 1931 bis zu seinem Tod war Krell freischaffender Künstler in Essen. In der Zeit des Nationalsozialismus war er Mitglied der Reichskammer der bildenden Künste. Sicher belegte ist 1936 in Essen seine Teilnahme an der Ausstellung „Westfront 1936. Freie Kunst im neuen Staate“, die der nationalsozialistischen Ideologie nahe stand. 
Als Sanitäter war Krell im Zweiten Weltkrieg zwischen 1939 und 1945 Kriegsteilnehmer. Er geriet in französische Gefangenschaft, aus der er 1946 zurückkehrte.
Krell wurde Mitglied im 1949 gegründeten Ruhrländischen Künstlerbund Essen (RKB).
Krell stellte seine Werke auf Ausstellungen in Aachen, Düsseldorf, Duisburg, Essen, Solingen Witten und Wuppertal aus. Sie wurden durch Museen, öffentliche Körperschaften und private Sammler angekauft. Unter anderem gehören der Kohlenträger aus Kalkstein aus dem Jahr 1958 (im Grugapark), die Tanzenden Bären in Essen-Holsterhausen und das Relief Kain und Abel in der Pax-Christi-Kirche in Essen-Bergerhausen dazu.
Bruno Krell war mit der Autorin Erna Hintz-Vonthron verheiratet. Er ist auf dem Südwestfriedhof Essen beigesetzt worden.

## Stil
Krell verwendete keine Vorlagen, Modelle oder Skizzen. Er beließ den Stein so weit wie möglich in seiner Ursprungsform und arbeitete nur sachte, hauchfein angedeutet die ihm zugedachte Darstellung heraus. Der noch erkennbare „kalte, harte Stein“ erhielt dadurch eine weiche, geschmeidige Ausdrucksstärke. Somit verbinden seine Schöpfungen „das Strenge mit dem Zarten“.

## Auszeichnungen
Bruno Krell erhielt 1954 den Ehrenpreis des Deutschen Sportbundes. 1960 folgte der Ehrenpreis der Essener Kritiker für den Entwurf eines Taufsteins in der Ludgeruskirche. 1972 wurde Krell das Diplom und die Medaille der Academica Internationale, Tommaso Campanelle in Rom verliehen.